# Cuverville, Eure

Cuverville este o comună în departamentul Eure, Franța. În 1 ianuarie 2022 avea o populație de 248 de locuitori.